# Adin Ballou

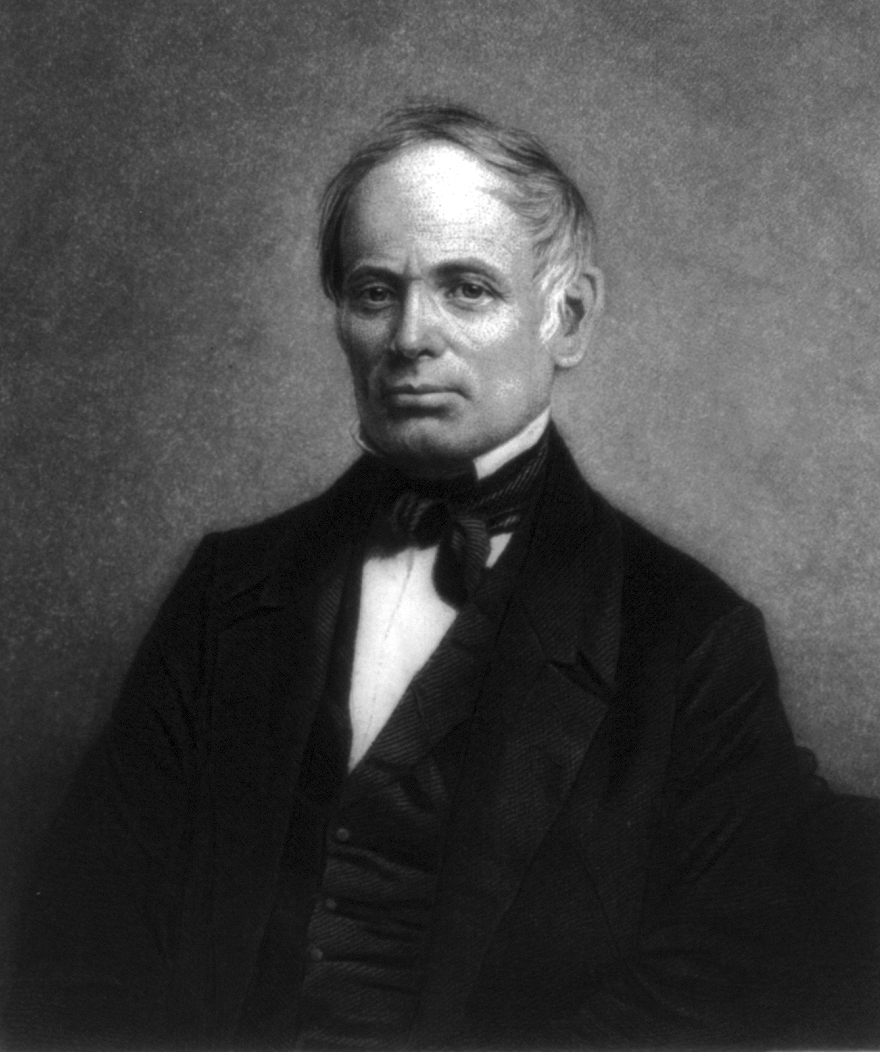
Adin Ballou

Adin Ballou (* 23. April 1803 in Cumberland, Rhode Island; † 5. August 1890 in Hopedale, Massachusetts) war ein US-amerikanischer Prediger und Gründer der christlich-pazifistischen Gemeinschaft Hopedale Community. Ballou war einer der führenden Vertreter des christlichen Pazifismus im 19. Jahrhundert.

## Leben und Wirken
Ballou wurde 1803 in Cumberland im amerikanischen Bundesstaat Rhode Island geboren. Seine Eltern Ariel and Elida Ballou betrieben einen Bauernhof und waren Mitglied einer baptistischen Gemeinde. Adin Ballou sollte nach Wunsch seines Vaters später den Hof der Eltern erben, interessierte sich jedoch stattdessen zunehmend für den Beruf des Pfarrers. Im Jahr 1822 heiratete er Abigail Sayles. Über die Eltern seiner Frau kam Ballou in Kontakt mit dem bekannten Universalisten Hosea Ballou und konvertierte noch im selben Jahr zum Universalismus, woraufhin seine Eltern ihn enterbten. Bereits zwei Jahre später wurde Ballou zum universalistischen Pfarrer ordiniert und wirkte von 1824 bis 1831 als Gemeindepfarrer in Milford und kurze Zeit auch in New York. Zeitweise betrieb er auch eine universalistische Fachzeitschrift. Im Jahr 1829 starb seine Frau Abigail kurz nach der Geburt der Tochter Abbie. Ballou selbst erkrankte noch im selben Jahr an einer lebensbedrohlichen Krankheit und wurde von Lucy Hunt gepflegt, die er kurze Zeit später heiratete.
In dem um 1830 in der universalistischen Kirche schwelenden theologischen Konflikt über die Möglichkeit einer göttlichen Strafe für Sünden im Jenseits verband sich Ballou mit den universalistischen Restaurationisten. In der Folge konvertierte Ballou 1831 zum Unitarismus und wirkte von 1831 bis 1842 als Pfarrer der unitarischen Gemeinde im benachbarten Ort Mendon. In dieser Zeit war er besonders mit Bernard Whitman verbunden, einem bekannten unitarischen Pfarrer in Waltham. Beide verband die Idee, Unitarier und die restauratorische Partei der Universalisten zusammenführen zu können. Nach dem frühen Tod seines Freundes Whitman 1835 trat Ballou zunehmend sozialpolitisch in Erscheinung. Im Jahr 1837 unterstützte er erstmals öffentlich die Abschaffung der Sklaverei (Abolitionismus), ein Jahr später wandte er sich offen dem christlichen Pazifismus zu.
1841 kaufte Ballou mit Unterstützern Land westlich von Milford und gründete dort die christliche-sozialistische Hopedale Community. Ballou propagierte nun einen christlichen Sozialismus. Er und andere Bewohner von Hopedale zeigten sich aber ebenso z. B. dem Spiritismus gegenüber offen. In den Folgejahren trat er vor allem als Redner der Hopedale Community auf. 1843 wurde er Präsident der New England Non-Resistance Society. Die Hopedale Community selbst löste sich schon 1857 als Kommune wieder auf, nachdem die Brüder Ebenezer und George Draper als bisherige Förderer ihre Vermögenswerte aus der Community abzogen. Von 1867 wirkte die Community in religiöser Form als Gemeinde der Unitarier weiter, wobei Ballou noch bis 1880 als ihr Prediger aktiv war. In seinen letzten Lebensjahren korrespondierte Ballou mit dem Schriftsteller Leo Tolstoi, mit dem er sich über die gemeinsamen pazifistischen Grundüberzeugungen verbunden fühlte, wenngleich Ballou die Passivität Tolstois in dieser Frage missbilligte.
Adin Ballou starb 1890 in Hopedale. Ein Jahr später starb auch seine zweite Frau Lucy Ballou. Die Adin Street in Hopedale ist nach ihm benannt.